# Paul Lebeau
Paul Marie Alfred Lebeau (Boiscommun, 19 de dezembro de 1868 — 18 de novembro de 1959) foi um químico francês.
Estudou na École supérieure de physique et de chimie industrielles de la ville de Paris (ESPCI). Juntamente com seu orientador de doutorado Henri Moissan, trabalhou com a química do flúor, descobrindo diversos novos componentes, como o trifluoreto de bromo, difluoreto de oxigênio, tetrafluoreto de selênio e hexafluoreto de enxofre.
Em 1899 obteve berílio puro por eletrólise de fluorberilato de sódio (Na2[BeF2]).
Durante a Primeira Guerra Mundial aprimorou o projeto de máscaras de gás usadas pelo exército francês.